# Neotima lucullana
Neotima lucullana is een hydroïdpoliep uit de familie Eirenidae. De poliep komt uit het geslacht Neotima. Neotima lucullana werd in 1822 voor het eerst wetenschappelijk beschreven door Delle Chiaje. 